# مسجد ملا علي أران
مسجد ملا علي أران (بالفارسية: مسجد ملاعلی آران) هو مسجد تاريخي يعود إلى عصر القاجاريون، ويقع في أران وبيدغل.